# TGA
TGA (Truevision Graphics Adapter) ファイルフォーマットはTruevision社が開発したラスター画像のファイルフォーマット。

## 概要
TARGA (Truevision Advanced Raster Graphics Adapter) ファイルフォーマットと呼ばれることもある。IBM互換PCがトゥルーカラーディスプレイをサポートする最初のグラフィックスカードであったTruevision社のTARGAボードのネイティブフォーマットだった。
TGAファイルの拡張子は一般にDOS/WindowsシステムおよびMac OS X/OS X/macOSでは ".tga" である。古いMacintoshシステムでは "TPIC" のタイプコードを使用する。各ピクセルと完全に一致する32ビットのイメージデータを格納できる。カラーデータはカラーマップ（パレット）、ダイレクトカラーまたはトゥルーカラーフォーマットであり、オプションで可逆RLE圧縮を利用できる。
TGAファイルは元々Truevision社のBrad Pillowによって1984年に定められた。現在のバージョン (2.0) は（サムネイルとしてよく知られている）ポステージスタンプ（訳注：郵便切手）、アルファチャンネル、ガンマ値、テクスチャのメタデータなどの拡張を含み、Truevision社のDavid Spoelstraによって1989年に定められた。
色深度の制限にもかかわらず、TGAはアニメーションとビデオ産業の全域に渡って未だ使われている。BeOSはTGAフォーマットでスクリーンショットファイルを作成する。POV-Rayエンジンはテクスチャと高度マップにTGAをネイティブで使用する。
TGAのMIMEタイプは、IANAによって正式登録されていない。